# Tulipan ogrodowy

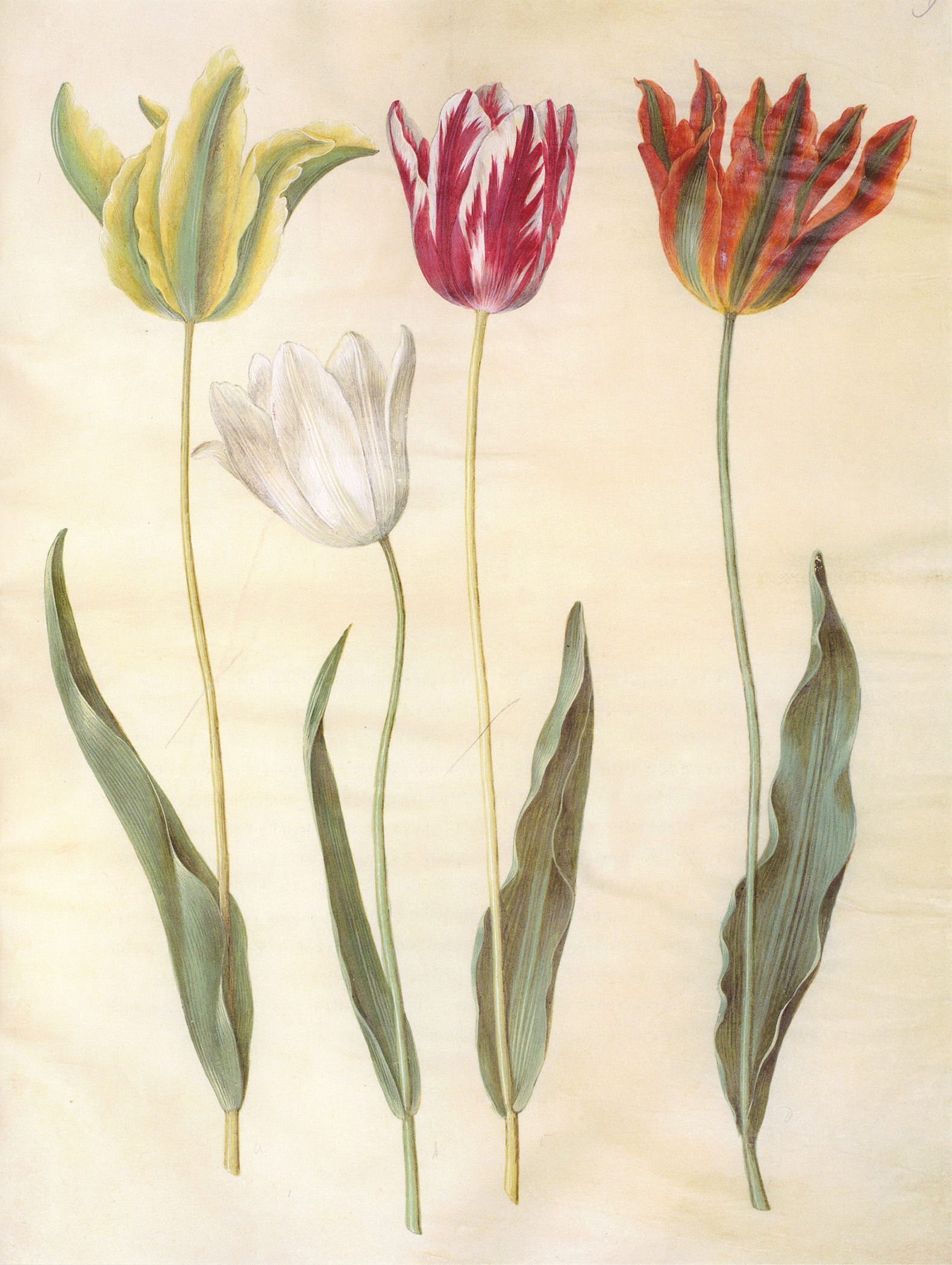

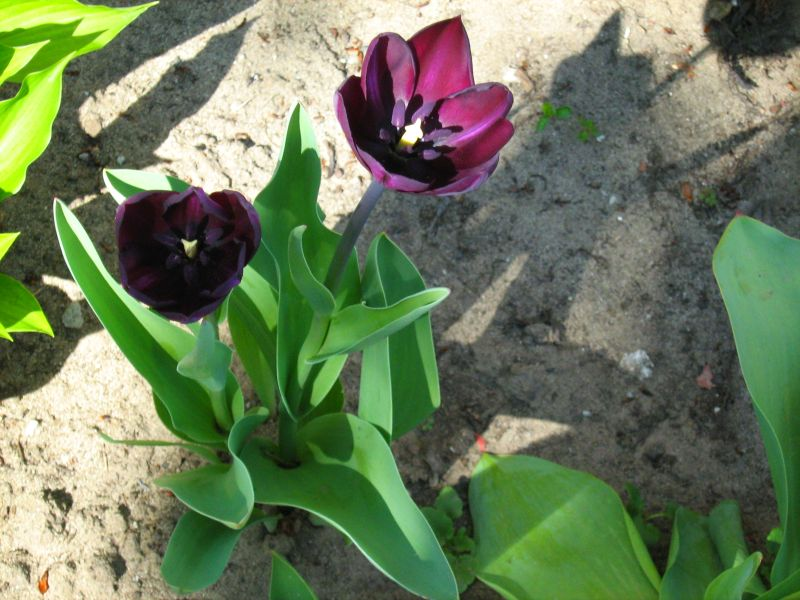

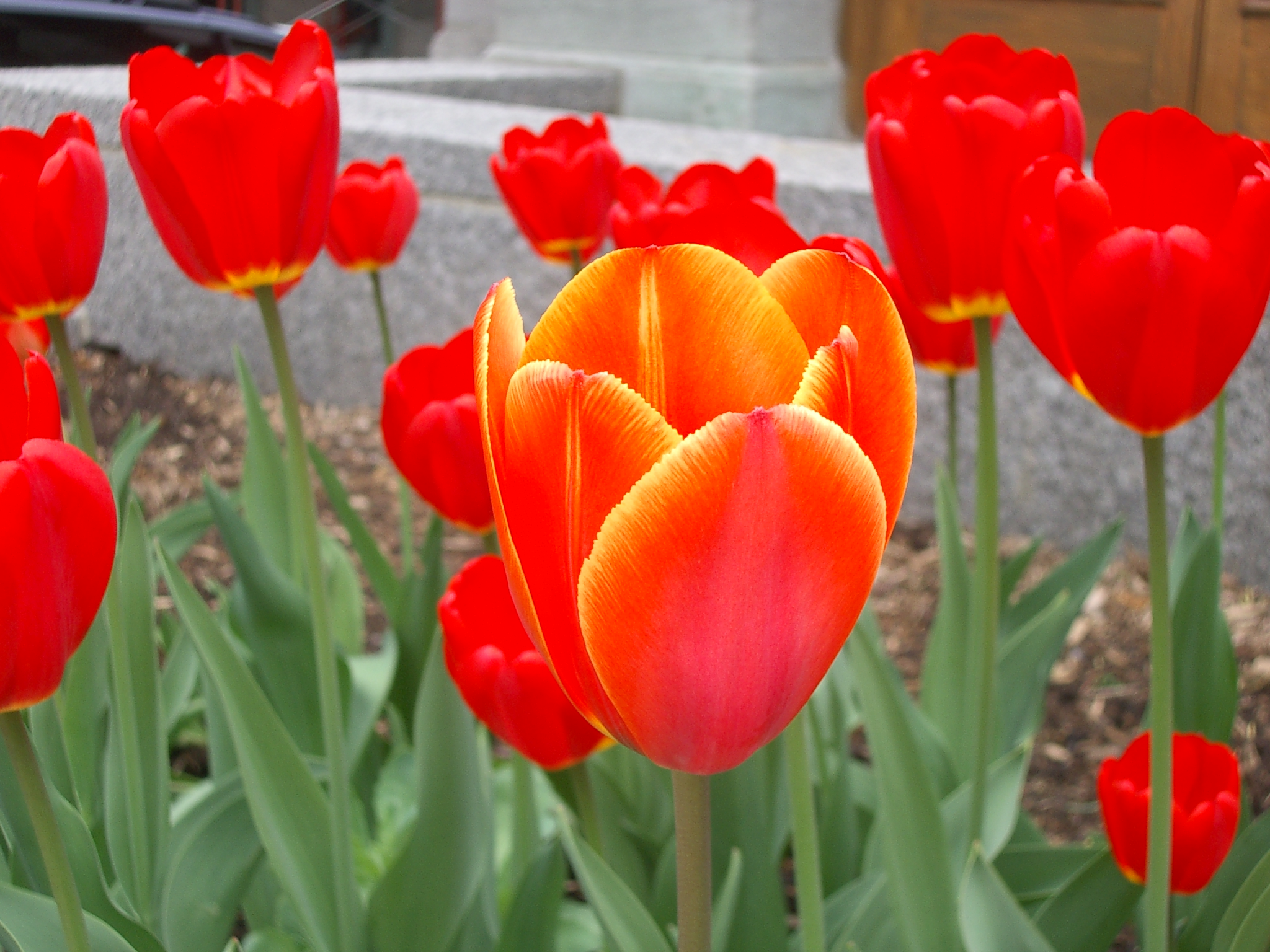

Tulipan ogrodowy (Tulipa hybr.) – oznaczona przez Linneusza jako gatunek Tulipa gesneriana L. roślina z rodziny liliowatych. W rzeczywistości nie jest to gatunek, lecz grupa mieszańców różnych gatunków i obecnie mieszańce te oznaczane są jako Tulipa + nazwa odmiany (np. Tulipa `Cantor`). Od dawna bowiem (w Europie już od XVI w.) ogrodnicy w celu otrzymania nowych odmian krzyżowali z sobą różne gatunki tulipanów. Obecnie uprawiane tulipany ogrodowe pochodzą od gatunków: T. gesneriana, T. graveolens, T. fosteriana, T. greigii i innych. Znanych jest ok. 15 000 kultywarów (dane na 1983 r.), dzisiaj już nie sposób ustalić ich pochodzenia i dlatego określane są wspólną nazwą jako tulipan ogrodowy. Oprócz mieszańcowego tulipana ogrodowego wprowadzane są do uprawy również inne, niemieszańcowe gatunki tulipanów.

## Morfologia
PokrójWzniesiona, prosta, gruba i sztywna, o wysokości do 80 cm.
LiścieUlistnienie skrętoległe, liście duże, bezogonkowe, eliptyczno-lancetowate, pokryte woskowym nalotem. Jest ich zazwyczaj 3–5, najniższy i największy wyrasta bezpośrednio z cebuli, pozostałe z dolnej części łodygi
KwiatyDuże, osadzone są pojedynczo w szczytowej części łodygi, w rozmaitych kolorach, od białych po żółte, czerwone do fioletu w różnych ich odcieniach. Kwiaty te mogą być jednobarwne, lub dwubarwne. Okwiat niezróżnicowany, składa się z 6 dużych listków ułożonych w dwu okółkach. Wewnątrz okwiatu 6 dużych pręcików i 1 trzykomorowy słupek z trójdzielnym znamieniem.
Część podziemnaDuża cebula okryta suchą łuską, zwykle brunatną lub brązową.

## Uprawa
- Wymagania. Tulipan nie ma specjalnych wymagań co do gleby, najlepiej jednak rośnie na próchnicznej glebie o odczynie obojętnym, lekko kwaśnym lub lekko zasadowym. Stanowisko powinno być słoneczne.
- Sposób uprawy. Cebule wysadza się do ziemi jesienią, małe na głębokość 6–10 cm, duże na głębokość 11–15 cm. Powinny być przed sadzeniem zaprawione przez moczenie w odpowiednich preparatach grzybobójczych. Nawozi się już jesienią po zasadzeniu cebul, potem wiosną przed kwitnieniem.
- Rozmnażanie. Głównie przez cebule przybyszowe wytwarzane na macierzystej cebuli w liczbie 2–11 sztuk.
- Choroby i szkodniki[3].
  - fuzarioza objawiająca się żółknięciem liści i więdnięciem rośliny. Jedyny skuteczny sposób zaradzenia to zapobieganie: sadzenie tylko zdrowych cebul i zaprawianie ich przed sadzeniem.
  - inne choroby grzybowe (szara pleśń, penicilloza). Zwalcza się je wielokrotnym opryskiwaniem odpowiednimi środkami grzybobójczymi
  - liczna grupa chorób wirusowych objawiająca się nekrotycznymi i chlorotycznymi zmianami na liściach, żółknięciem liści. Brak skutecznego sposobu leczenia. Rośliny należy zniszczyć.
  - niszczyk zjadliwy – drobny nicień żerujący w glebie na cebulach. Objawy: liście skręcają się i są żółtozielone, kwiaty zielone i zniekształcone, cebule miękkie i gąbczaste. Szkodnik kwarantannowy, zwalczanie praktycznie niemożliwe, cebule należy zniszczyć
  - nornik zwyczajny i mysz zaroślowa wyjadające cebule. Należy je przed posadzeniem zaprawiać, potem zwalczać te gryzonie